# Fadhel Sassi
Fadhel Sassi (arabe : الفاضل ساسي), né le 8 décembre 1959 à Tunis et assassiné le 3 janvier 1984 à Tunis, est un poète tunisien et militant du Parti unifié des patriotes démocrates (Watad).

## Biographie
Fadhel Sassi est professeur de l'enseignement secondaire et militant au sein du Parti unifié des patriotes démocrates,.
Le 3 janvier 1984, il est assassiné d'une balle en plein cœur en participant à une manifestation au centre de Tunis, sur l'avenue de Paris au niveau de l'hôtel International, durant les émeutes du pain,.
Sassi est aussi un poète engagé,, certains de ses poèmes et écrits étant publiés en 1994 par l'Union générale tunisienne du travail dans un recueil intitulé Mon destin est de partir. Ce recueil reste longtemps inaccessible au public et ne devient accessible qu'après la révolution de 2011.

## Hommage
Le chanteur Lazher Dhaoui a écrit et interprété la chanson Ya Chahid (Ô Martyr) en hommage à Fadhel Sassi.